# Aeroporto Internazionale di Sebastopoli
L'Aeroporto Internazionale di Sebastopoli "Bel'bek" (in ucraino Міжнародний аеропорт Севастополь "Бельбек"?, Mižnarodnyj aeroport Sevastopol' "Bel'bek") (IATA: UKS, ICAO: UKFB) è un aeroporto militare situato nel villaggio di Bel'bek, nei pressi di Sebastopoli in Crimea.
Fu realizzato nel 1941 durante la seconda guerra mondiale come base militare e fu aperto al traffico aereo civile nel 2002. Dopo una prima chiusura ai voli civili tra il 2007 e il 2010 a partire dal 2014 l'aeroporto è rimasto ad uso esclusivo dell'aviazione militare russa dopo l'annessione della Crimea alla Russia.